# 엑스박스 게임스 스토어
엑스박스 게임스 스토어(Xbox Games Store, 과거 명칭: 엑스박스 라이브 마켓플레이스(Xbox Live Marketplace, 줄여서 XBML)은 마이크로소프트의 엑스박스 360에 디자인된 가상의 시장으로, 엑스박스 라이브 이용자에게 유·무료 콘텐츠를 제공한다. 영화, 게임 트레일러, 비디오 스토어, 게임 체험판, 엑스박스 라이브 아케이드 게임, 엑스박스 라이브 인디 게임 (예전 커뮤니티 게임), 주문형 게임(Games on Demand), 맵팩 같은 다운로드 가능 콘텐츠, 엑스박스 360 대시보드 테마 등을 제공한다.

## 서비스
- 엑스박스 라이브 아케이드(Xbox Live Arcade, XBLA)
- 게임스 온 디맨드(Games on Demand)
- 엑스박스 라이브 인디 게임스(Xbox Live Indie Games)

## 마이크로소프트 포인트
마이크로소프트 포인트(Microsoft Points)는 엑스박스 라이브 마켓플레이스의 일종의 통화이다. 신용카드를 이용해 구입하거나 편의점과 같은 곳에서 파는 기프트카드로 구입할 수 있다.

## 같이 보기
- 플레이스테이션 스토어
- 닌텐도 e숍
- 그루브 음악
- 엑스박스 360 게임 목록
- 엑스박스 라이브 아케이드
- 엑스박스 라이브
- 플레이스테이션 네트워크
- 닌텐도 네트워크
- 닌텐도 와이파이 커넥션
- 마이크로소프트 스토어